# Александрина, Антонина Михайловна
Антонина Михайловна Александрина (род. 1939) — чувашская советская колхозница, депутат Верховного Совета СССР.

## Биография
Родилась в 1939 году. Русская. Беспартийная. Образование неполное среднее.
С 1957 года свинарка, а с 1959 года — птичница колхоза им. М. Горького Порецкого района Чувашской АССР.
Депутат Совета Национальностей Верховного Совета СССР 9 созыва (1974—1979) от Шумерлинского избирательного округа № 688 Чувашской АССР.